# 曾文心
曾文心（Michelle Tsang Man Sum，1998年7月9日—），香港女藝員，2021年於第31期無綫電視藝員訓練班學員，畢業後加入無綫電視，現參與電視劇。憑藉《反黑英雄》等多齣劇集的精湛演技，她在全台藝人投票選舉中成功擊敗40多名同期新演員，奪得2024無線台慶「全台力撐潛質女藝人」。

## 簡歷
曾文心於香港出生，曾於北京中央戲劇學院進修，亦曾於北京國家大劇院演出。2024年於劇集《反黑英雄》而開始為觀眾所留意。

## 演出作品

### 電視劇（無綫電視）
| 首播   | 劇名           | 角色                                                                      |
| 2021年 | 青春本我       | 同學                                                                      |
| 2022年 | 童時愛上你     | 護士（第1－2、14集）                                                      |
| 2022年 | 回歸           | Connie                                                                    |
| 2022年 | 痞子殿下       | 尼姑（第1集）                                                             |
| 2022年 | 下流上車族     | 姊妹（第1集）                                                             |
| 2022年 | 美麗戰場       | 女朋友（第1集） 工作人員（第9集） 記者（第14－15集）                      |
| 2022年 | 法證先鋒V      | 便衣警員                                                                  |
| 2022年 | 有種好男人     | 商場職員（第7集）                                                         |
| 2023年 | 隱門           | 模特兒（第14集） 環境人物（第22集）                                       |
| 2023年 | 你好，我的大夫 | 瞳瞳                                                                      |
| 2023年 | 靈戲逼人       | 食客（第10集） 職員（第18集）                                             |
| 2023年 | 法言人         | 記者（第7－8集） 食客（第13－14集） 年輕律師（第15集） 酒吧客人（第20集） |
| 2023年 | 隱形戰隊       | 主持（第13集） 市民（第25集） 傷者（第30集）                              |
| 2024年 | 飛常日誌       | 戴慧儀                                                                    |
| 2024年 | 反黑英雄       | 陳樂怡                                                                    |
| 2024年 | 企業強人       |                                                                           |
| 2024年 | 黑色月光       |                                                                           |
| 2025年 | 痞子無間道     | 齊寶芳                                                                    |
| 2025年 | 奪命提示       | 陳美儀                                                                    |
| 2025年 | 虛擬情人       | 嘉賓（第1集） 酒吧職員（第5集） 記者（第12集）                            |
| 2025年 | 麻雀樂團       | 樂團樂手                                                                  |

## 綜藝節目
《J Sport》

## 外部連結
- 曾文心在tvb.com的資料
- 曾文心的Instagram帳戶